# Renato Petronio
Renato Petronio (ur. 5 lutego 1891 w Pirano, zm. 9 kwietnia 1976 w Portogruaro) – włoski wioślarz, złoty medalista olimpijski.
Wystąpił na igrzyskach olimpijskich w Amsterdamie w 1928, gdzie Włosi w składzie: Valerio Perentin, Giliante D’Este, Nicolò Vittori, Giovanni Delise i Renato Petronio (sternik) zdobyli złoty medal w czwórkach ze sternikiem. W finale o 15,6 sekundy wyprzedzili Szwajcarów. Brał też udział w igrzyskach olimpijskich w Berlinie w 1936, gdzie w czwórkach ze sternikiem Włosi odpadli w pierwszej rundzie.
Ponadto w czwórkach ze sternikiem zdobywał złote medale na mistrzostwach Europy w Bydgoszczy (1929), mistrzostwach Europy w Belgradzie (1932), mistrzostwach Europy w Budapeszcie (1933) i mistrzostwach Europy w Lucernie (1934), srebrny na mistrzostwach Europy w Liège (1930) oraz brązowy na mistrzostwach Europy w Berlinie (1935). 